# Elecciones parlamentarias de Grecia de junio de 1989
Las primeras elecciones parlamentarias de Grecia de 1989, quintas desde la democratización del país, tuvieron lugar el 18 de junio del mencionado año al finalizar el mandato de cuatro años del Consejo de los Helenos elegido en 1985. Fueron los primeros comicios que se celebraban luego de la revisión constitucional de 1986, y las modificaciones hechas a la ley electoral por el partido gobernante PASOK, que se enfrentó a estas elecciones con su popularidad en declive por unos recientes escándalos de corrupción y con su líder y primer ministro del país, Andreas Papandréu, hospitalizado por neumonía, insuficiencia cardíaca y renal.
En estas condiciones, el partido opositor centroderechista Nueva Democracia, de Constantinos Mitsotakis, obtuvo una estrecha victoria por voto popular con el 44.28% de los votos. El PASOK quedó en segundo lugar con el 39.13% y en tercer lugar una amplia coalición de izquierda radical conocida como Synaspismós, que consiguió el 13.13% de los sufragios y una representación parlamentaria de 28 escaños. Sin embargo, aunque aventajó al PASOK por más de cinco puntos, Nueva Democracia obtuvo tan solo 145 escaños en la legislatura (a seis de la mayoría absoluta) debido a los cambios hechos en la ley electoral, de modo que no pudo formar un gobierno propio. De esta manera se dio el primer parlamento sin mayoría desde la instauración de la democracia en 1974. Dos semanas después, Nueva Democracia logró un pacto con Synaspismós para formar un gobierno de coalición de corta duración que permanecería en el poder tan solo unos meses (tiempo suficiente para investigar los casos de corrupción del PASOK) y posteriormente se llamaría nuevamente a elecciones, las cuales efectivamente se realizaron en noviembre de ese mismo año.
En 2001, un estrecho colaborador de Mitsotakis, el teniente retirado Nick Gryllakis, afirmó que el gobierno de los Estados Unidos proporcionó ayuda a Nueva Democracia para que ganara las elecciones desestabilizando al gobierno de Papandréu con evidencia de los casos de corrupción para evitar que el PASOK continuase gobernando ante la inminente debacle de los regímenes comunistas vecinos, en el marco del final de la Guerra Fría ese mismo año.

## Contexto

### Antecedentes
Las elecciones de 1989 se llevaron a cabo bajo la Ley 1847/1989 establecida por el gobierno de Andreas Papandréu unos meses antes de la realización de las mismas. La ley establecía un nuevo sistema de representación proporcional, y fue llamada Ley de Koutsogiorgas.

### Escándalo Koskotas
La popularidad del gobierno del PASOK, que había alcanzado su punto máximo en 1987 debido a los éxitos en la política exterior de Papandréu para buscar la paz con Turquía, comenzó a entrar en declive a partir de noviembre de 1988 por el Escándalo Koskotas.
George Koskotas, un empresario millonario griego-estadounidense, compró el Banco de Creta en 1984, cuatro años después de que dicho banco abriera. En su apogeo, el banco operaba unas ochenta y seis sucursales en todas las principales ciudades griegas y tenía una oficina de representación en Londres. Específicamente en noviembre de 1988, un déficit de 132 millones de dólares estadounidenses fue descubierto en el Banco de Creta algunos meses después de que Koskotas, que estaba siendo investigado por delitos financieros a gran escala, huyera del país. En los meses que siguieron, supuestas conexiones entre Koskotas y el gobierno del PASOK, e incluso con Papandréu mismo, provocaron las renuncias de varios ministros y la exigencia una moción de censura contra el gobierno.

### Campaña
La campaña fue desde un principio desventajosa para el oficialismo. Con su líder hospitalizado e impedido de hacer grandes manifestaciones, el PASOK debió enfrentarse además a una gran oposición en los medios de comunicación. Los únicos periódicos que tenía el PASOK a su disposición eran el "Aurani" y "Noticias Diarias" de Sócrates Kokkalis. El control del gobierno sobre la agencia de radiofusión ERT ya no desempeñaba un papel tan trascendental como en anteriores campañas electorales debido a que las emisoras opositoras empezaron a aparecer masivamente a partir de la segunda mitad de la década de 1980. El 16 de junio se publicaron declaraciones de 165 artistas a favor de Nueva Democracia y 224 artistas y escritores a favor del PASOK.
Durante la campaña ocurrieron algunos incidentes violentos, con enfrentamientos entre los fanáticos del PASOK y ND. El más extendido fue uno ocurrido el 10 de junio en Tesalónica, que tuvo como resultado veintinueve heridos, entre ellos el entonces jefe de la Fiscalía de Tesalónica, Dimitrios Sideris.  El incidente más desagradable se produjo después de las elecciones, el 29 de junio, en el pueblo de Heraclia en la prefectura de Fthiotida, cuando los aficionados del PASOK golpearon al alcalde Spyros Latsoudis.

## Resultados
|  | 44.28 % |

|  | 39.13 % |

|  | 13.13 % |

|  | 1.01 % |

|  | 0.52 % |

|  | 1.93 % |

|  | 97.78 % |

|  | 2.22 % |

|  | 100.0 % |

|  | 80.33 % |